# Sollevamento pesi ai XVII Giochi del Mediterraneo
I tornei di  Sollevamento pesi ai XVII Giochi del Mediterraneo si sono svolti alla Erdemil Sports Hall e prevedono un totale di 28 medaglie d'oro, di cui 14 nella specialità dello strappo e altrettanti nella categoria dello slancio, a loro volta equamente suddivisi nelle categorie maschile e femminile.
Rispetto all'edizione precedente sono state aggiunte tre categorie femminili (per un totale di sei podi in più).

## Calendario
Le gare seguiranno il seguente calendario:
| ● | Competizioni | ● | Finali |

| Giugno/Luglio |    |    |    |    |    |    |    |    |    |    |    |    |
| 18            | 19 | 20 | 21 | 22 | 23 | 24 | 25 | 26 | 27 | 28 | 29 | 30 |
|               |    |    | ●  | ●  | ●  | ●  | ●  | ●  |    |    |    |    |

## Podi

### Uomini
| Evento                   |         | Oro               | Perform. | Argento          | Perform. | Bronzo               | Perform. |
| fino a 56 kg (dettagli)  | Strappo | Khalil El Maoui   | 115      | Mirco Scarantino | 108      | Michael Steven Otero | 107      |
| fino a 56 kg (dettagli)  | Slancio | Khalil El Maoui   | 142      | Mirco Scarantino | 139      | Michael Di Giusto    | 132      |
| fino a 62 kg (dettagli)  | Strappo | Bünyamin Sezer    | 135      | Ahmed Saad       | 131      | Kevin Caesemaeker    | 119      |
| fino a 62 kg (dettagli)  | Slancio | Ahmed Saad        | 156      | Bünyamin Sezer   | 151      | Kevin Caesemaeker    | 147      |
| fino a 69 kg (dettagli)  | Strappo | Daniel Godelli    | 151      | Karem Ben Hnia   | 138      | Briken Calja         | 138      |
| fino a 69 kg (dettagli)  | Slancio | Daniel Godelli    | 174      | Karem Ben Hnia   | 173      | Briken Calja         | 170      |
| fino a 77 kg (dettagli)  | Strappo | Ramzi Bahloul     | 157      | Semih Yağcı      | 151      | Mohamed Sultan       | 150      |
| fino a 77 kg (dettagli)  | Slancio | Ibrahim Abdelbaki | 195      | Ramzi Bahloul    | 195      | Mohamed Sultan       | 188      |
| fino a 85 kg (dettagli)  | Strappo | Tarek Yehia       | 157      | Giovanni Bardis  | 157      | Theodoros Iakovidis  | 156      |
| fino a 85 kg (dettagli)  | Slancio | Tarek Yehia       | 203      | Nezir Sağır      | 193      | Theodoros Iakovidis  | 190      |
| fino a 94 kg (dettagli)  | Strappo | Ervis Tabaku      | 166      | Ragab Abdalla    | 163      | Ossama Khattab       | 161      |
| fino a 94 kg (dettagli)  | Slancio | Ragab Abdalla     | 369      | Ossama Khattab   | 362      | Ervis Tabaku         | 361      |
| fino a 105 kg (dettagli) | Strappo | David Kavelasvili | 173      | Ahed Jugheli     | 172      | Walid Bidani         | 171      |
| fino a 105 kg (dettagli) | Slancio | David Kavelasvili | 388      | Ahed Jugheli     | 384      | Gaber Mohamed        | 372      |

### Donne
| Evento                  |         | Oro                  | Perform. | Argento              | Perform. | Bronzo                | Perform. |
| fino a 48 kg (dettagli) | Strappo | Genny Pagliaro       | 79       | Sibel Özkan          | 78       | Basma Ibrahim         | 74       |
| fino a 48 kg (dettagli) | Slancio | Genny Pagliaro       | 100      | Estefanía Juan Tello | 94       | Basma Ibrahim         | 92       |
| fino a 53 kg (dettagli) | Strappo | Emine Şensoy         | 82       | Ayşegül Çoban        | 82       | Manon Lorentz         | 79       |
| fino a 53 kg (dettagli) | Slancio | Ayşegül Çoban        | 110      | Emine Şensoy         | 96       | Manon Lorentz         | 95       |
| fino a 58 kg (dettagli) | Strappo | Aylin Daşdelen       | 87       | Esraa Ahmed          | 86       | Nadia Hosni           | 78       |
| fino a 58 kg (dettagli) | Slancio | Aylin Daşdelen       | 113      | Esraa Ahmed          | 101      | Nadia Hosni           | 100      |
| fino a 63 kg (dettagli) | Strappo | Sibel Şimşek         | 100      | Romela Begaj         | 99       | Sara Ahmed            | 92       |
| fino a 63 kg (dettagli) | Slancio | Sara Ahmed           | 124      | Sibel Şimşek         | 121      | Romela Begaj          | 117      |
| fino a 69 kg (dettagli) | Strappo | Esmat Ahmed          | 106      | Ghada Hassine        | 105      | Sheila Ramos Gonzalez | 95       |
| fino a 69 kg (dettagli) | Slancio | Esmat Ahmed          | 126      | Ghada Hassine        | 122      | Sheila Ramos Gonzalez | 121      |
| fino a 75 kg (dettagli) | Strappo | Lidia Valentín Perez | 120      | Abeer Khail          | 120      | Carlotta Brunelli     | 91       |
| fino a 75 kg (dettagli) | Slancio | Lidia Valentín Perez | 145      | Abeer Khail          | 141      | Figen Kaya            | 108      |
| oltre 75 kg (dettagli)  | Strappo | Shaimaa Haridy       |          | Halima Abbas         |          | Marwa Jlassi          |          |
| oltre 75 kg (dettagli)  | Slancio | Shaimaa Haridy       |          | Halima Abbas         |          | Marwa Jlassi          |          |

## Medagliere
| Posizione | Paese   | Oro | Argento | Bronzo | Totale |
| --------- | ------- | --- | ------- | ------ | ------ |
| 1         | Egitto  | 10  | 9       | 7      | 26     |
| 2         | Turchia | 6   | 7       | 1      | 14     |
| 3         | Tunisia | 3   | 5       | 4      | 12     |
| 4         | Albania | 3   | 1       | 4      | 8      |
| 5         | Italia  | 2   | 2       | 2      | 6      |
| 6         | Spagna  | 2   | 1       | 3      | 6      |
| 7         | Grecia  | 2   | 0       | 2      | 4      |
| 8         | Siria   | 0   | 2       | 0      | 2      |
| 9         | Francia | 0   | 1       | 4      | 5      |
| 10        | Algeria | 0   | 0       | 1      | 1      |
| Totale    | Totale  | 28  | 28      | 28     | 84     |